# دختری در تار عنکبوت (فیلم)
دختری در تار عنکبوت (به انگلیسی: The Girl in the Spider's Web) یک فیلم جنایی مهیج آمریکایی-سوئدی است که بر پایه رمانی به همین نام نوشته روزنامه‌نگار سوئدی دیوید لاگرکرانتس و به کارگردانی فده آلوارز و نویسندگی مشترک آلوارز و استیون نایت ساخته شده‌است. این فیلم به عنوان نسخه‌ای بازراه‌اندازی شده با هنرپیشه‌هایی متفاوت، و دنبالهٔ فیلم دیوید فینچر تحت عنوان دختری با خالکوبی اژدها (۲۰۱۱) به‌شمار می‌رود و همچنین دومین قسمت در مجموعه فیلم‌های آمریکایی سه‌گانه میلنیوم محسوب می‌شود. از بازیگران آن می‌توان به کلر فوی، در نقش لیسبت سالاندر و سوریر گودناسون، در نقش میکائیل بلومکویست اشاره کرد. دختری در تار عنکبوت توسط کلمبیا پیکچرز در تاریخ ۲۶ اکتبر ۲۰۱۸، در سوئد و ۹ نوامبر ۲۰۱۸ در ایالات متحده به روی پرده رفت.